# Nicolas Poussin
Nicolas Poussin (født 15. juni 1594, død 19. november 1665) var en fransk maler. Han var skaberen og den største udøver det klassiske franske maleri i det 17. århundrede. Hans arbejder udtrykker dyderne klarhed, logik og orden. Han var inspiration for klassisk orienterede kunstnere som Jacques-Louis David, Jean-Auguste-Dominique Ingres og Paul Cézanne.
Han brugte sit arbejdsliv i Rom bortset fra en kort periode hvor Kardinal Richelieu beordrede ham tilbage til Frankrig som kongens førstemaler.

## Billedgalleri
- Germanicus' død (1627), Minneapolis Institute of Arts
- Tilbedelsen af Guldkalven (1633-36), National Gallery, London
- Les Bergers d’Arcadie (1637-38), Louvre
- Sommer (ca. 1660-64), del af fire malerier De fire årstider, Louvre